# Ed Roberts

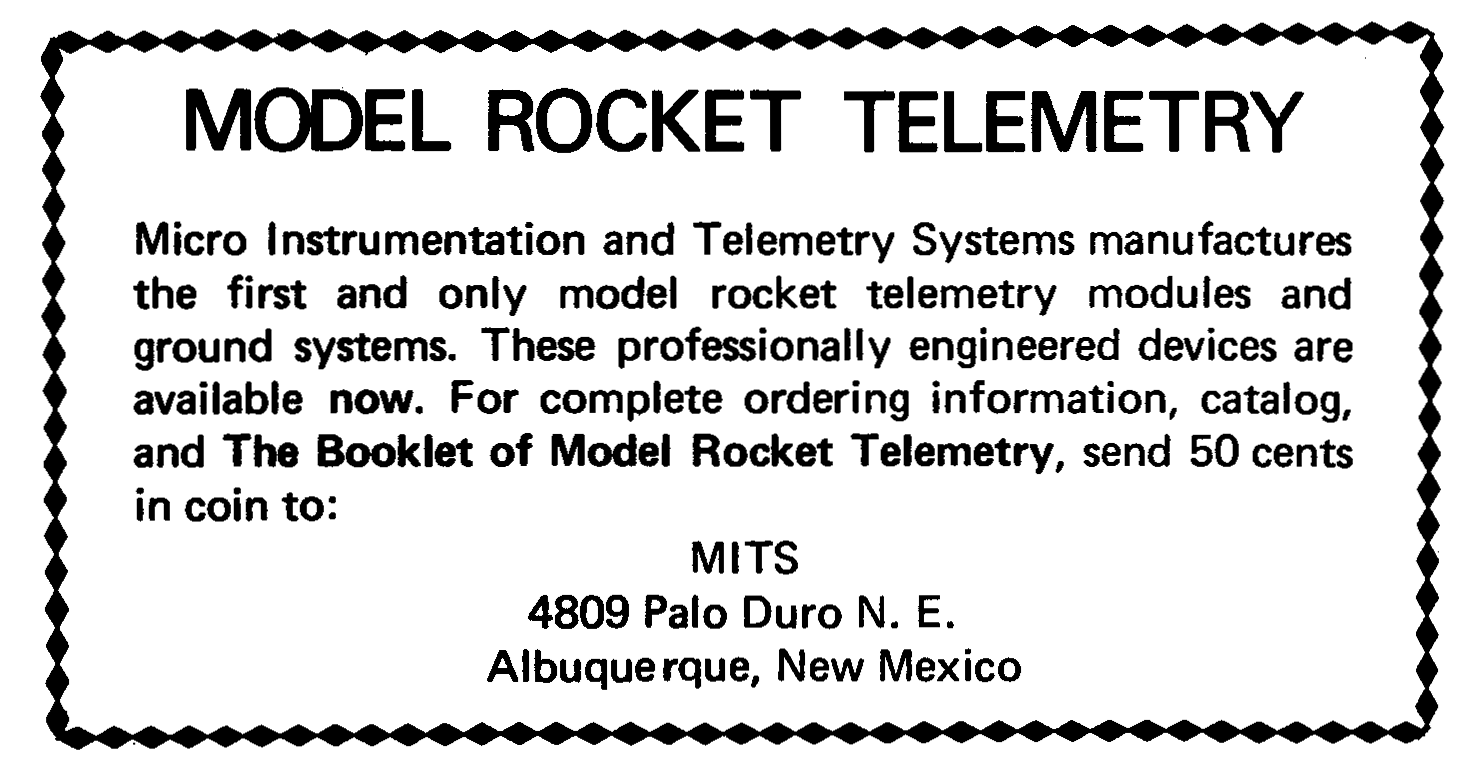
Publicidad de marzo de 1970, cuando la empresa MITS se encontraba en el garaje de la casa de Roberts.

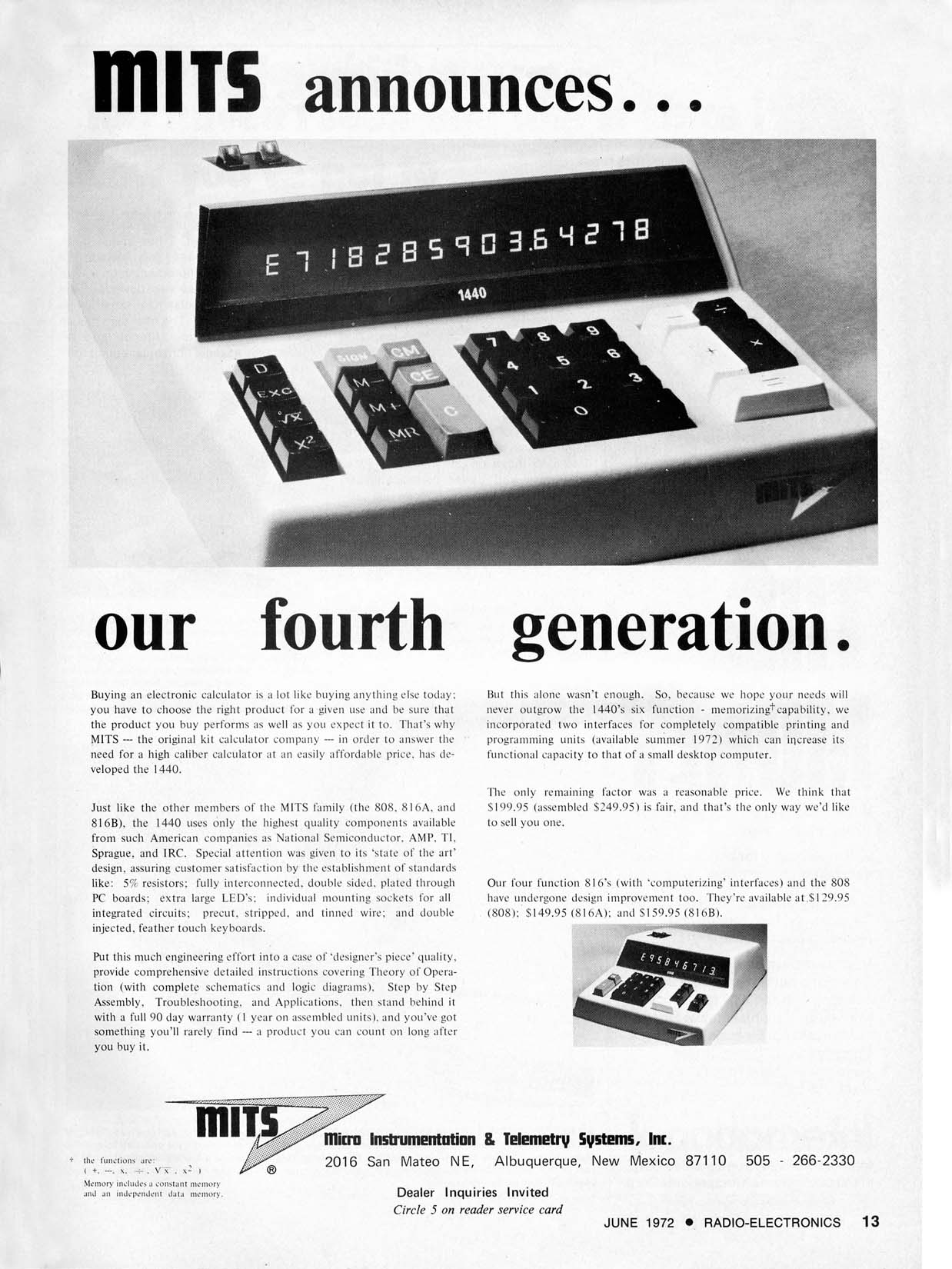
Publicidad de junio de 1972 de la calculadora MITS modelo 1440.

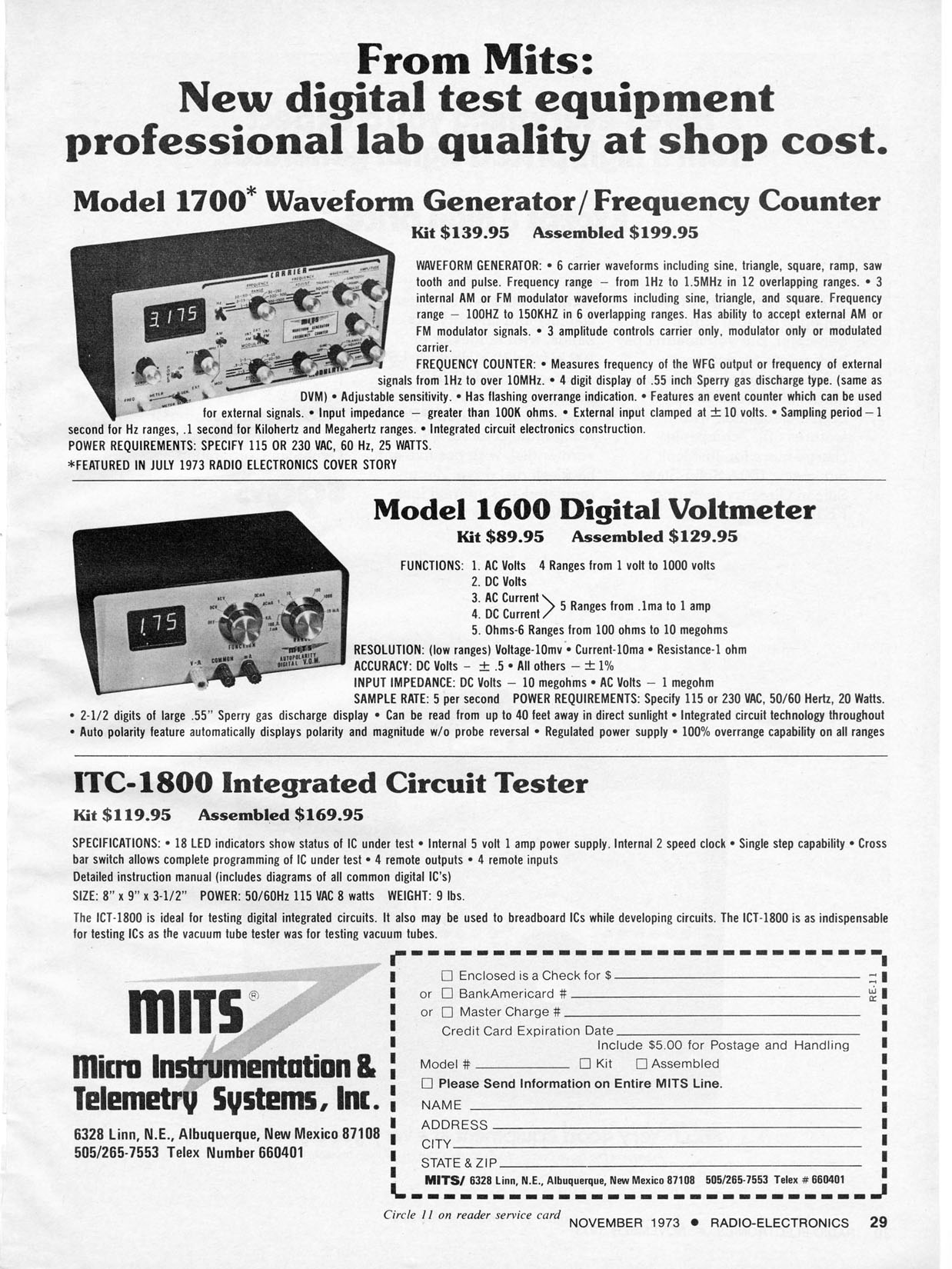
Publicidad de noviembre de 1973, sobre el voltímetro digital modelo 1600.

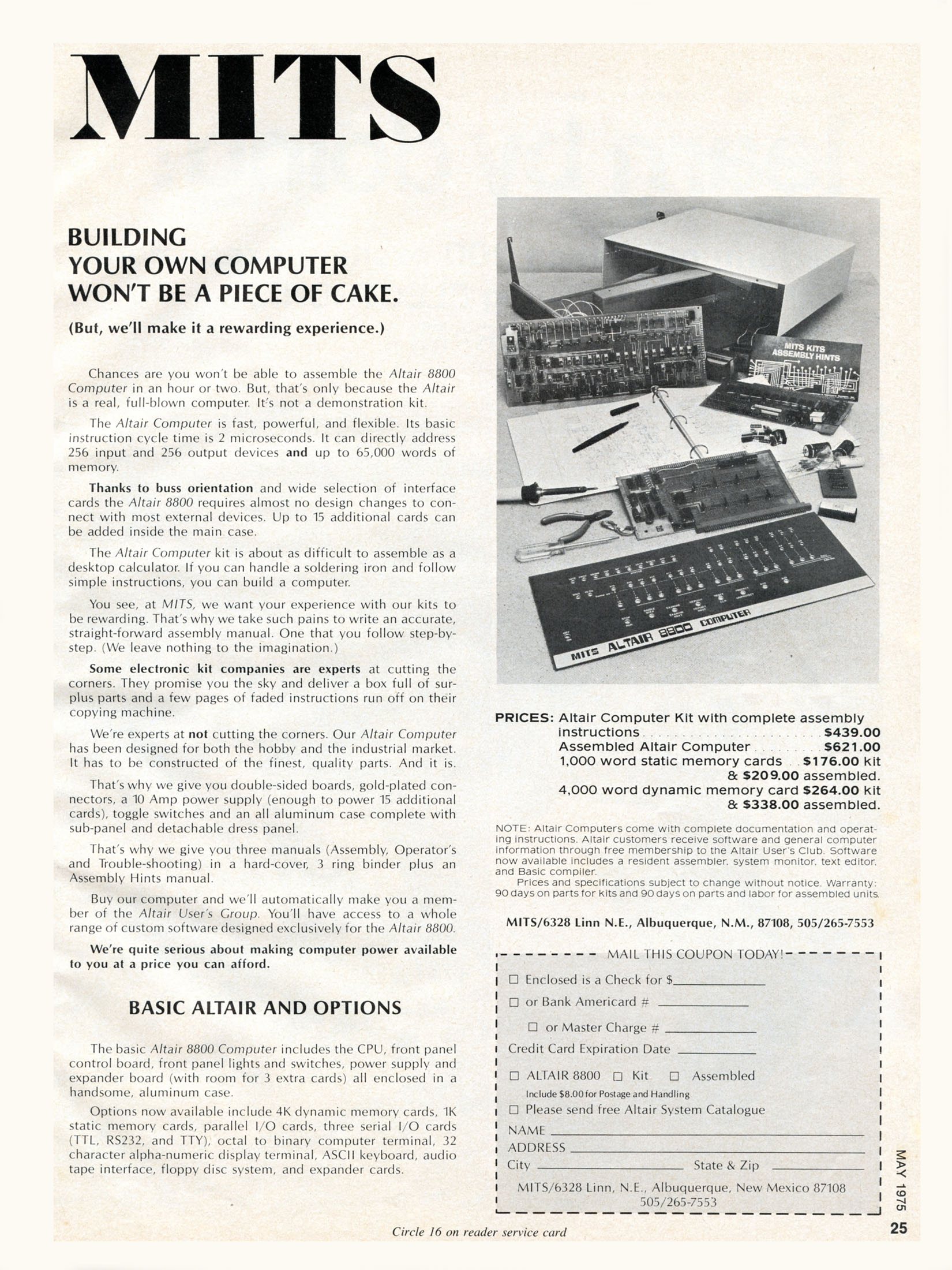
Publicidad de mayo de 1975 sobre el kit de computación Altair 8800.

Henry Edward Roberts, conocido como Ed (13 de septiembre de 1941 – 1 de abril de 2010) fue el fundador y presidente de MITS (Micro Instrumentation and Telemetry Systems) que fabricó la Altair 8800, una de las primeras computadoras personales para aficionados.

## Biografía
De adolescente creó la circuitería necesaria para ordenadores analógicos y digitales. Siendo miembro de las Fuerzas Aéreas de EE. UU. se ganó su licenciatura en ingeniería eléctrica en la Universidad de Oklahoma.
En 1968 fue destinado a la División del laboratorio de investigación de la base aérea de Kirtland, en Nuevo México, donde conoció a Forrest Mims III. Reunidos con un amigo de la Universidad, Stan Cagle, y con el oficial Bob Zaller, los cuatro fundaron MITS para comercializar sistemas de telemetría de cohetes para aficionados. En otoño de 1970 la empresa se dividió por discrepancias sobre la estrategia que debían tomar, ya que Roberts quería empezar a producir calculadoras, mientras Cagle y Mims querían fabricar un sistema de alarma por infrarrojos. Roberts y su amigo compraron la parte del negocio de Cagle y Mims, aunque Mims volvería más tarde para escribir manuales técnicos.
Roberts escribió un artículo en noviembre de 1971 que fue publicado en la revista Popular Electronics (Electrónica Popular) sobre el kit de la calculadora MITS 816 y el negocio empezó a ganar beneficios. Para 1974, sin embargo, las empresas competidoras estuvieron fabricando el kit obsoleto, así que Roberts creó el Altair 8800 y escribió un artículo relacionado que fue puesto de relieve en la portada del número de enero de 1975 de Popular Electronics. El artículo entusiasmó a un estudiante de la Universidad de Harvard llamado Bill Gates, y a su buen amigo Paul Allen y ambos se pusieron en contacto con Roberts para escribir un intérprete de BASIC para su máquina. Roberts se puso de acuerdo con ellos para contratarlos y Gates abandonó los estudios en la Universidad de Harvard. Más tarde Gates y Allen abandonarían MITS para emprender una nueva compañía llamada Microsoft, actualmente muy famosa. El artículo también inspiraría la creación del Homebrew Computer Club por parte de un grupo de entusiastas del Altair 8800, y de este club surgieron veintitrés compañías de software, incluyendo la actualmente famosa Apple Computer.
En 1977, MITS fue comprada por Pertec Computer Corporation, y Roberts (de 35 años de edad) ingresó en la Escuela de Medicina de la Universidad de Mercer. Ejerció de médico rural en el Estado de Georgia hasta su muerte.
Ed Roberts se casó con Joan Clark (n. 1941) en 1962 y tuvieron cinco hijos varones: Melvin (n. 1963), Clark (n. 1964), David (n. 1965), Edward (n. 1972) y Martin (n. 1975) y una hija, Dawn (n. 1983). Se divorciaron en 1988.
Roberts se casó con Donna Mauldin en 1991. Estaban casados cuando Roberts fue entrevistado por el periódico The Atlanta Journal-Constitution en abril de 1997.
Desde el año 2000 estuvo casado con Rosa Cooper hasta su muerte.
Roberts falleció el 1 de abril de 2010 después de pasar varios meses con neumonía.